# 無双神伝抜刀術兵法
無双神伝抜刀術兵法（むそうしんでんばっとうじゅつへいほう）は林崎甚助を始祖、植田平太郎を中興の祖（17代）とする居合道の流派である。

## 歴史

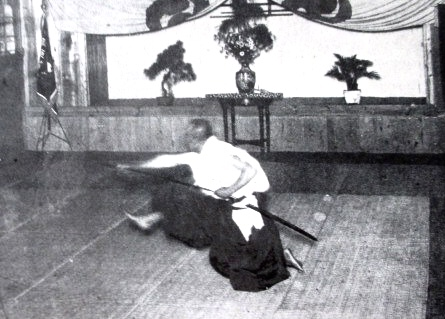
十六代宗家細川義昌による抜刀

下村茂市より無雙神傳英信流の免許皆伝を授かった細川義昌は植田平太郎竹生に免許皆伝を授けた。中興の祖である植田平太郎竹生が1931年（昭和6年）5月、無双神伝抜刀術兵法と称し、十七代を継承した。昭和24年7月25日、宗家紹統の刀と共に十八代宗家を尾形郷一貫心に伝授した。

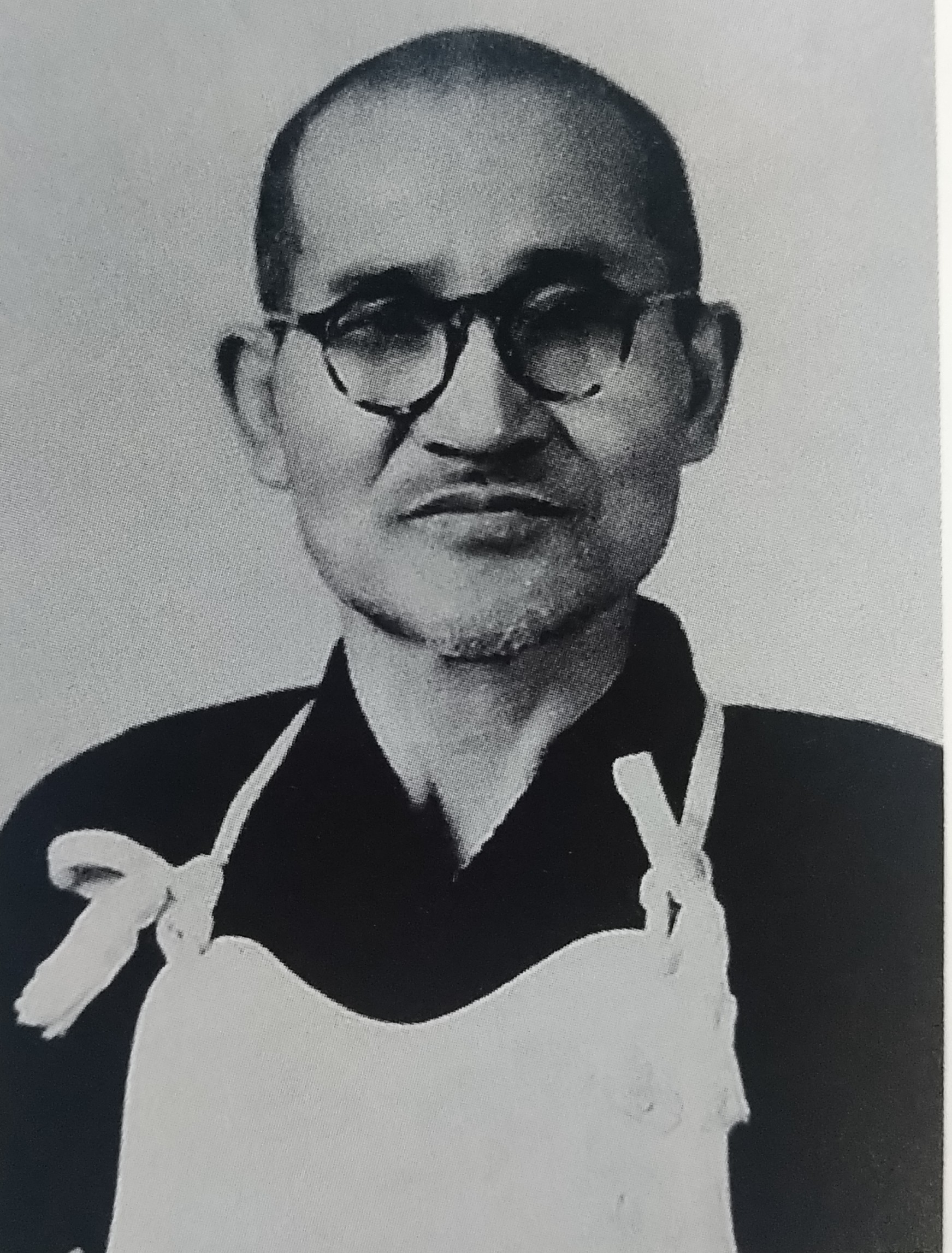
無双神伝抜刀術兵法十八代宗家　尾形郷一

1976年（昭和51年）3月15日、尾形郷一貫心は福井勝彦貫鉄に十九代宗家を宗家紹統の刀と、系譜などが示された巻物を併せて伝授した。福井勝彦貫鐵は伝授された全四十二本の形すべての理合いを20年かけて考証し直し、武術としての無双神伝抜刀術兵法の発展に貢献した。巻物には尾形郷一の直系尊属の者、又は直系卑属又は末流傍系者を宗家と定める旨や、全四十一本の業、無双神伝抜刀術兵法及び神伝流の系譜が示されている。また、伝系を捏ち上げ、流派の成り立ちを曲筆したり、流派名を少し変えたりして自称宗家を名乗る者が現れたが、無双神伝抜刀術兵法は一子相伝であり、巻物と植田平太郎から伝わる宗家紹統の刀を授けられた者が正統伝承者である。

## 系譜
無双神伝抜刀術兵法伝来
- 始祖 林崎甚助源重信
- 二代 田宮平兵衛業正
- 三代 長野無楽入道槿露斎
- 四代 百々軍兵衛尉光重
- 五代 蟻川正左衛門宗続
- 六代 萬野団右衛門信定
- 七代長谷川主税助英信
- 八代 荒井勢哲清信
- 九代 林六太夫守政
- 十代 大黒元右衛門清勝
- 十一代 松吉八左衛門久盛
- 十二代 山川久蔵幸雅
- 十三代 下村茂市定政
- 十四代 坪内清助長順
- 十五代 島村右馬丞
- 十六代 細川義昌(島村右馬丞の実子)
- 十七代 植田平太郎竹生
- 十八代 尾形郷一貫心
- 十九代 福井勝彦貫鉄